# Scalopini
Scalopini — триба кротів (Talpidae). До цеї групи належать усі кроти Нового Світу, окрім разюче характерного крота з зірчастим носом. Scalopini можна знайти практично в будь-якому місці від Північної Мексики до півдня Північної Канади, де є потрібні їм фактори навколишнього середовища (переважно придатні ґрунти). 

## Еволюція
Аналізи показують, що Scalopini виникли в Євразії в олігоцені, а пізніше мігрували в Північну Америку в неогені і там диверсифікувалися. Однак китайські кроти кроти Scapanulus oweni й Alpiscaptulus medogensis не є нащадками оригінальних Scalopini Старого Світу, а скоріше Scalopini Нового Світу, які мігрували назад до Євразії; Parascalops breweri з Північної Америки більш близький до них, ніж до інших північноамериканських кротів. Вважається, що Scalopini мігрували з Північної Америки назад до Євразії принаймні два різних рази.

## Склад триби
- Alpiscaptulus — 1 вид із Тибету
- Parascalops — 1 вид із північного сходу Північної Америки
- Scalopus — 1 вид зі сходу Північної Америки від крайнього півдня Канади до крайньої півночі Мексики
- Scapanulus — 1 вид із Ганьсу в північно-центральному Китаї
- Scapanus — 5 видів, що живуть на захід від Скелястих гір

- Крім того, відомо також викопні роди[2]: †Domninoides , †Leptoscaptor, †Mioscalops, †Proscapanus, †Scapanoscapter, †Yanshuella, †Yuroscaptor.

Деякі дані підтверджують поділ сучасних представників цього роду на дві підтриби: Scalopina (містить Scalopus і Scapanus) і Parascalopina (містить Alpiscaptulus, Parascalops і Scapanulus). Вимерлий Proscapanus, ймовірно, являє собою базальний член, що випадає за межі обох триб.